# Вирок ідеальної пари
«Вирок ідеальної пари» («рос. Приговор идеальной пары») — російськомовний мінісеріал 2015 року режисера Романа Бровка, вироблений компанією «Стар медіа». Прем'єра відбулася 12 червня 2016 року на телеканалі «1+1».

## Синопсис
У серіалі йдеться про двох зведених сестер: Жанну та Наталку. Наталка організувала власну рекламну фірму, її справи йдуть добре. Жанна одружена з бізнесменом і вагітна. Все руйнується у той день, коли з'ясовується, що новонароджений син Жанни Микита важко хворий та потребує пересадки серця. Жанна з чоловіком вирішують врятувати сина за будь-яку ціну. У Наталки, після народження дочки Ліди, руйнується бізнес, її постійно переслідують дрібні неприємності. Випадково Наталка з'ясовує, що доноркою для Микити має стати її дочка...

## У ролях
- Марія Валєшна — Жанна Ісакова, головна роль
- Кирило Жандаров — Кирило Бессонов, головна роль
- Микита Салопін — Антон Ісаков, чоловік Жанни, головна роль
- Ольга Олексій — Наталка Алексєєва, сестра Жанни, головна роль
- Віктор Кручина — Костя Міфодін
- Ганна Топчій — Аліна, подруга Жанни
- Римма Зюбіна — Олена, сусідка Наталки
- Олег Примогенов — Федір Іванович, колишній дільничний
- Світлана Штанько — Галина Миколаївна, няня
- Олена Дудич — Рита Єгорівна
- Надія Козленко — Ніна Федорівна, мати Жанни та Наталки
- Сергій Солодов — Ігор, батько Жанни та Наталки
- Олексій Смолка — Петро, бандит
- Андрій Пархоменко — Роман, бандит
- Ніна Галена — Серафима
- Микола Боклан — слідчий
- Дмитро Базай — педіатр
- Станіслав Москвін — кардіолог
- Ніколенко В'ячеслав — начальник охорони
- Ганна Артеменко — медсестра
- Вікторія Білан-Ращук — медсестра
- Роман Лук'янов — епізодична роль
- Мирослава Філіпович — епізодична роль
- Ганна Абрамьонок — епізодична роль
- Сергій Коршиков — епізодична роль
- Денис Мороз — епізодична роль
- Сергій Главчев — епізодична роль
- Олена Черевко — епізодична роль

## Виробництво
Фільмування мінісеріалу розпочалось у вересні 2015 року в Києві.